# Jeziorzany (Petite-Pologne)
Pour les articles homonymes, voir Jeziorzany.
Jeziorzany est une localité polonaise de la gmina de Liszki, située dans le powiat de Cracovie en voïvodie de Petite-Pologne.